# Wasserturm Jahnstraße Wolfen

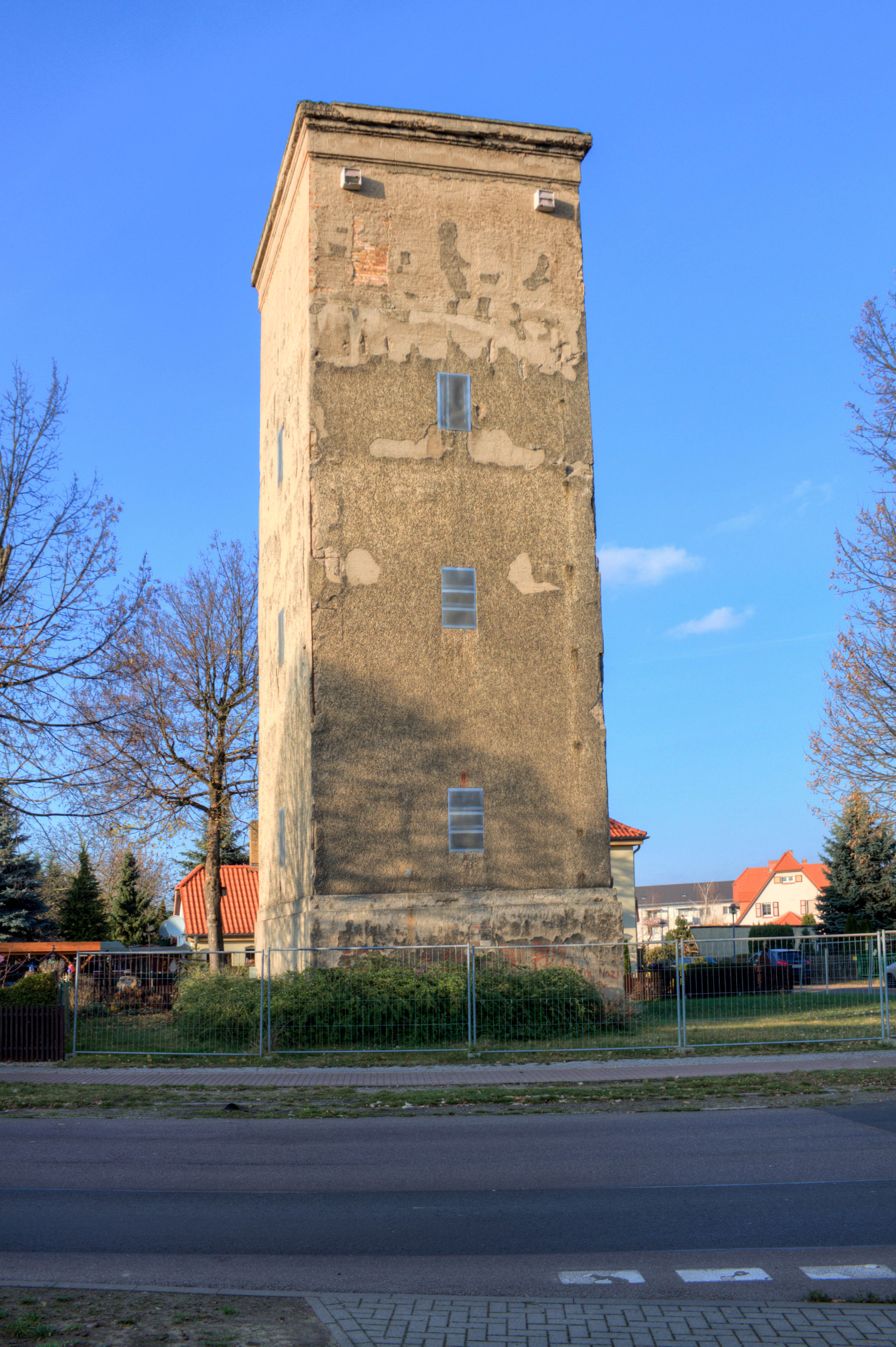

Der Wasserturm in der Jahnstraße in Wolfen ist ein Hochbehälter in der Stadt Bitterfeld-Wolfen im Landkreis Anhalt-Bitterfeld in Sachsen-Anhalt.
In den Jahren von 1920 bis 1929 erbaute die Filmfabrik Wolfen eine Wohnsiedlung für ihre Mitarbeiter, die südöstlich der Fabrik entstand. Diese „Siedlung am Wasserturm“ wurde seit 1917 geplant. Der namensgebende Wasserturm war bereits im Jahr 1914 errichtet worden und wurde nun auch für die Wasserversorgung der Siedlung zuständig, die nördlich von ihm entstand. Er steht unter Denkmalschutz und ist im Denkmalverzeichnis – zusammen mit der Siedlung – als Denkmalbereich mit der Nummer 094 06397 erfasst.
Historische Ansichten zeigen den quadratischen Turm mit einem geschwungenen Helm, der sich heute nicht mehr auf ihm befindet. Dadurch handelt es sich in der heutigen Gestalt nur noch um einen viergeschossigen, verputzten Turm ohne markante Details. Einzig ein Dachgesims gibt ihm etwas Struktur. Die vertikale Gliederung der Fassade erfolgt nur durch die Fenster, die im Obergeschoss aber ausgelassen wurde. Der aus Eisenbeton errichtete ehemalige Wasserturm wurde durch das hallesche Baubüro Carl Lingesleben erbaut. Ähnlich wie beim etwas jüngeren Wasserturm in der Filmstraße derselben Firma wurde die Fassade teils mit Backstein versehen. Um einen Abriss zu vermeiden, will die Stadt den Turm verkaufen (Stand: Juni 2022).